# Hylaeus polifolii
Hylaeus polifolii är en biart som först beskrevs av Cockerell 1901.  Hylaeus polifolii ingår i släktet citronbin, och familjen korttungebin. Inga underarter finns listade i Catalogue of Life.